# معاداة القومية
معاداة القومية ترمز إلى وجهات النظر المعارضة للقومية. بعض المعادين للقومية هم إنسانيون يسعون إلى رؤية مثالية لمجتمع عالمي يُعَّرف أفراده أنفسهم على أنهم مواطنو العالم.

## معادون بارزون للقومية
- ألبرت آينشتاين[2]
- كارل ماركس[3]
- فريدريش نيتشه
- إيما جولدمان[4]
- حنة آرنت[5]
- روح الله الخميني[6]
- جورج كارلين[7]
- سورين كيركغور
- فلاديمير لينين[8]
- ليو تولستوي[9]

## أفلام عربية بمضمون معاداة القومية
- فلم الحدود